# Twieströmen
Twieströmen ist ein Ortsteil und Industriestandort in der Gemeinde Schalksmühle im Märkischen Kreis im Regierungsbezirk Arnsberg in Nordrhein-Westfalen (Deutschland).

## Lage und Beschreibung
Der Ortsteil geht aus einem Wohnplatz an der Volme hervor, der sich in einer Flussschleife flussabwärts von Dahlerbrück nahe der Stadtgrenze zu Hagen und Breckerfeld befand. Auf dem Ortsbereich zwischen dem Fluss und der Bahnstrecke Hagen–Dieringhausen bzw. der heutigen Bundesstraße 54 befinden sich heute die Kaltwalz-Werksanlagen der Firma Outokumpu Nirosta Precision (vormals ThyssenKrupp Nirosta Präzisionsband).
Benachbarte Wassertriebwerke waren flussaufwärts Trimpops Walze und flussabwärts zwei Pulvermühlen. Weitere Nachbarorte auf dem Schalksmühler Gemeindegebiet sind neben dem Kernort Linscheid, Linscheiderbecke, Linscheiderschule, Muhle, Hellhof, Im Dahl, Huxhardt und Schlüchtern sowie auf Hagener Stadtgebiet Muhlerohl und auf Breckerfelder Stadtgebiet Bühren, Oberbühren, Sommerhagen und Stöcken.
Bei Twieströmen befindet sich auf der anderen Flussseite das Klärwerk Schalksmühle des Ruhrverbands.

## Geschichte

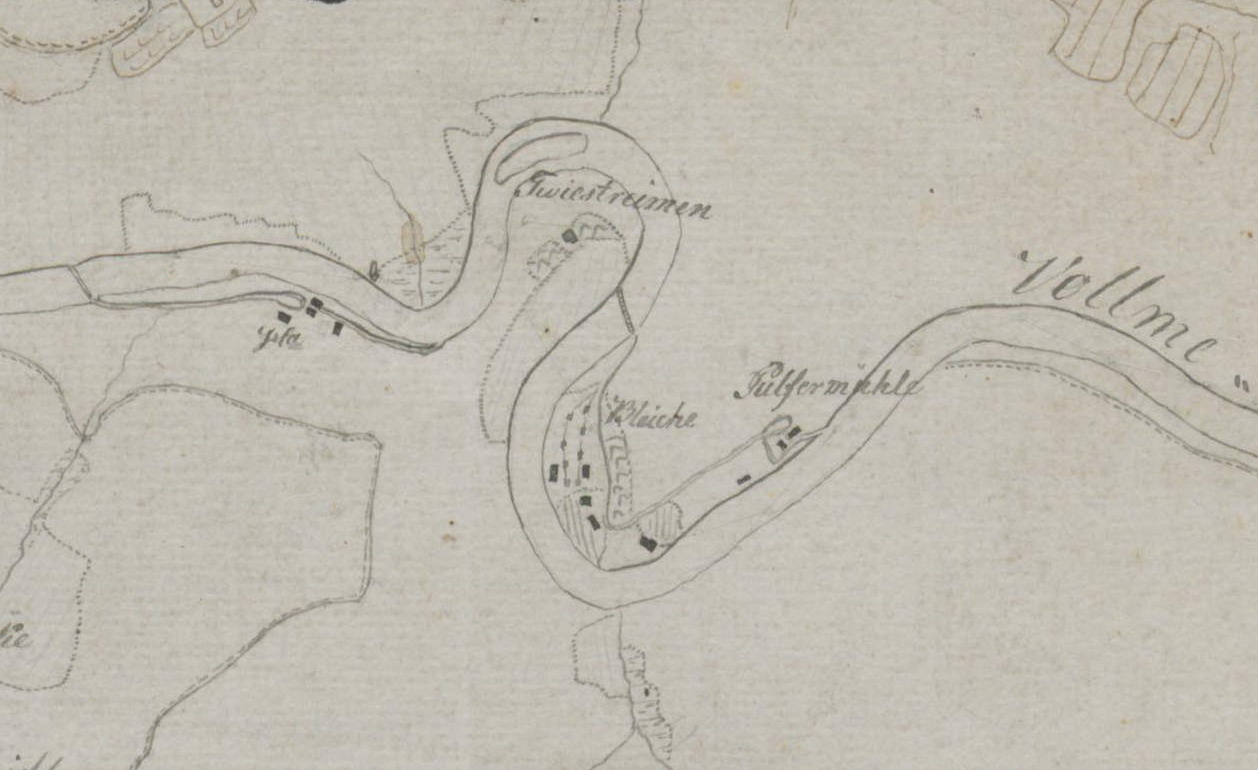
Die Hammerwerke und Wassermühlen Walze und Pulvermühle, sowie der Wohnplatz Twieströmen an der Volme um 1795.

Twieströmen gehörte bis zum 19. Jahrhundert der Wester Bauerschaft des Kirchspiels Hülscheid an. Ab 1816 war der Ort Teil der Gemeinde Hülscheid in der Bürgermeisterei Halver im Kreis Altena, 1818 lebten acht Einwohner im Ort. Der laut der Ortschafts- und Entfernungs-Tabelle des Regierungs-Bezirks Arnsberg als Kotten kategorisierte Ort besaß 1839 ein Wohnhaus und zwei landwirtschaftliche Gebäude.
1844 wurde die Gemeinde Hülscheid mit Twieströmen von dem Amt Halver abgespaltet und dem neu gegründeten Amt Lüdenscheid zugewiesen.
Der Ort ist auf der Preußischen Uraufnahme von 1840 unbeschriftet verzeichnet. Ab der Preußischen Neuaufnahme von 1892 ist der Ort auf Messtischblättern der TK25 als Twieströmen verzeichnet.
Die Gemeinde- und Gutbezirksstatistik der Provinz Westfalen führt 1871 den Ort als Kotten unter dem Namen Twieströmen mit einem Wohnhaus und 19 Einwohnern auf. Das Gemeindelexikon für die Provinz Westfalen gibt 1885 für Twieströmen eine Zahl von 38 Einwohnern an, die in zwei Wohnhäusern lebten. 1895 besitzt der Ort fünf Wohnhäuser mit 88 Einwohnern, 1905 werden sechs Wohnhäuser und 110 Einwohner angegeben.
In den 1870/80er Jahren wurde am Ort die Bahnstrecke Hagen–Dieringhausen gebaut. Ebenfalls in der zweiten Hälfte des 19. Jahrhunderts wurde die Straße im Volmetal trassiert, die heutige Bundesstraße 54. Anfangs folgte die Straße noch der Uferlinie in der Flussschleife, zu Beginn des 20. Jahrhunderts wurde die Straße aber begradigt und auf die heutige Trasse verlegt. Bis Mitte des 20. Jahrhunderts nahmen Fabrikanlagen den ganzen Raum der Flussschleife ein und transformierten den Wohnplatz zu einem reinen Industriestandort der Metallindustrie.
1969 wurden die Gemeinden Hülscheid und Schalksmühle zur amtsfreien Großgemeinde (Einheitsgemeinde) Schalksmühle im Kreis Altena zusammengeschlossen und Twieströmen gehört seitdem politisch zu Schalksmühle, das 1975 auf Grund des Sauerland/Paderborn-Gesetzes Teil des neu geschaffenen Märkischen Kreises wurde.